# 国际足联世界杯奖项
国际足联世界杯奖项，包括下列数个奖项：
- 世界杯金球奖
- 世界杯金靴奖
- 世界杯金手套奖
- 世界杯全明星队
- 世界杯最佳新人奖
- 世界杯公平竞赛奖